# Кавказские дни
«Кавказские дни» (фр. Jours caucasiens) — роман французской писательницы Банин, изданный в 1945 году в Париже. В романе «Кавказские дни» находит отражение история Азербайджана 10—20-х годов XX века, национальная культура, нравы и обычаи. В изложенном на французском языке сюжете представлены автобиографические факты, на которых он и построен.

## Сюжет
Описания воссоздают собственную биографию Банин, историю известных домов бакинских миллионеров, реалии и колорит эпохи, атмосферу её  детства, обычаи и нравы, народные праздники и обряды. Роман запечатлел отношения юной героини с окружающими её миром, умонастроения и взгляды современников, их отношение к событиям переломного времени.
С описаний своего дома, апшеронской дачи с их домочадцами внимание писательницы  переходит на события, повлиявшие на её судьбу и жизнь её близких. Это — приход Красной Армии в Баку, установление Советской власти: на этом фоне и воссоздаются дальнейшие трагедии семьи. Банин, в частности, рассказывает, что по завещанию деда она (ей тогда было 13 лет) и три её старшие сестры стали миллионерами. Однако спустя несколько дней, с приходом большевиков, они в одночасье потеряли свои богатства, оказались перед необходимостью покинуть свою страну.
Банин в мельчайших подробностях описывает обстановку в их доме свою бабушку с отцовской стороны, гувернантку-немку фройлейн Анну, своего отца Мирзу Асадуллаева.
Банин подробно описывает празднования различных праздников таких как Новруз-байрам и так же окончания месяца Рамазан, как в их дом собирались гости их настроения вплоть до одежды.
Кроме этого в романе можно встретить интересное описание ашуры которое она описывает так:
Мне так же нравилось другое религиозное действо — ежегодное поминовение трагических событий в Кербеле, где в 680 году были зверски убиты Хусейн, сын Али, и вся его семья. Это послужило отправной точкой для распространения Шиизма, противного суннизму, что бабушка моя никогда не упускала случая отпраздновать дома.
Упоминает Бани так же и о событиях между армянами и азербайджанцами, о бессмысленных жертвах, которые были даны обеими народами.
Также в романе описывается падение Азербайджанской Демократической Республики и драматические  события последовавшие за этим.